# 布拉伊科尔讷奥特
布拉伊科尔讷奥特（法語：Brailly-Cornehotte）是法国皮卡第大区索姆省的一个市镇，属于阿布维尔区克雷西昂蓬蒂约县。该市镇2009年时的人口为241人。

## 人口
布拉伊科尔讷奥特人口变化图示
| 数据来源：INSEE |